# 품행제로 (2002년 영화)
"품행제로"는 2002년에 개봉한 대한민국의 영화이다.

## 캐스팅
- 류승범 : 박중필 역
- 임은경 : 최민희 역
- 공효진 : 장나영 역
- 김광일 : 상만 역
- 봉태규 : 수동 역
- 최우혁 : 영만 역
- 안형준 : 단군파 역
- 서명수 : 단군파 역
- 김정국 : 단군파 역
- 윤승훈 : 단군파 역
- 김종언 : 세셈 1 역
- 양익준 : 세셈 2 역
- 이민호 : 세셈 3 역
- 이태일 : 아이 역
- 김준홍 : 여드름 역
- 전현숙 : 오공주 역
- 유정민 : 오공주 역
- 박효주 : 오공주 역
- 조영임 : 오공주 역
- 정주란 : 오공주 역
- 염철호 : 인화고왕발 역
- 전소희 : 매점누나 역
- 신지혜 : 선주 역
- 윤선아 : 민희친구 역
- 박지현 : 와일드로즈 역
- 박일화 : 와일드로즈 역
- 임미연 : 와일드로즈 역
- 길민주 : 와일드로즈 역
- 이민주 : 와일드로즈 역
- 김지혜 : 와일드로즈 역
- 하정화 : 와일드로즈 역
- 이동협 : 개고기 역
- 김재홍 : 비디오 파는남 역
- 이철호 : 기타교습소주인 역
- 이주생 : 슈퍼주인 역
- 김희정 : 양호선생 역
- 이동하 : 책장사꾼 역
- 윤상윤 : 깨순이 역
- 김동희 : 교장선생님 역
- 지혜연 : 수학선생님 역
- 이하늘 : 공고아이들 역
- 박대영 : 공고아이들 역
- 제이 : 공고아이들 역
- 박용 : 중필반 아이들 역
- 유치혁 : 중필반 아이들 역
- 김경래 : 중필반 아이들 역
- 원성현 : 중필반 아이들 역
- 손성민 : 중필반 아이들 역
- 김수빈 : 중필반 아이들 역
- 양정진 : 중필반 아이들 역
- 이재원 : 중필반 아이들 역
- 신동욱 : 중필반 아이들 역
- 원승재 : 중필반 아이들 역
- 서령하 : 중필반 아이들 역
- 이상훈 : 중필반 아이들 역
- 송창준 : 중필반 아이들 역
- 안준법 : 중필반 아이들 역
- 이규호 : 중필반 아이들 역
- 김하람 : 중필반 아이들 역
- 김현수 : 중필반 아이들 역
- 이동규 : 중필반 아이들 역
- 최재철 : 중필반 아이들 역
- 양현수 : 중필반 아이들 역
- 장철 : 중필반 아이들 역
- 고건 : 중필반 아이들  역
- 임지현 : 중필반 아이들 역
- 박창현 : 중필반 아이들 역
- 김정길 : 중필반 아이들 역
- 박준석 : 중필반 아이들 역
- 송성환 : 중필반 아이들 역
- 신현진 : 중필반 아이들 역
- 박창현 : 중필반 아이들 역
- 오효근 : 중필반 아이들 역
- 이동훈 : 중필반 아이들 역
- 유승현 : 중필반 아이들 역
- 김진환 : 중필반 아이들 역
- 이진우 : 중필반 아이들 역
- 김명수 : 중필반 아이들 역
- 고정범 : 중필반 아이들 역
- 김현진 : 중필반 아이들 역
- 김영환 : 중필반 아이들 역
- 김소연 : 축제기타연주 역
- 최원영 : 축제기타연주 역
- 서효영 : 축제기타연주 역
- 진영 (목소리 출연)
- 윤세웅 (목소리 출연)
- 이창환 : 철가면 역 (우정출연)
- 금보라 : 중필엄마 역 (우정출연)
- 안길강 : 태권사범 역 (우정출연)
- 류승수 : 유도부장 역 (우정출연)
- 박성빈 : 태권부장 역 (우정출연)